# Vergleichende Pädagogik
Vergleichende Pädagogik oder Vergleichende Erziehungswissenschaft ist eine übergreifende Bezeichnung für erziehungswissenschaftliche Forschungen, die sich schwerpunktmäßig mit pädagogischen Entwicklungen in verschiedenen Ländern und in internationalen Kontexten befassen.

## Geschichte
Als ihr Vater gilt historisch der Franzose Marc-Antoine Jullien de Paris im frühen 19. Jahrhundert. Seine Idee von 1817 wurde lange nicht aufgenommen, bis der Ungar Franz Kemény um 1885 sie wiederentdeckte und ab 1930 vor allem in Genf beim International Bureau of Education Forschungen auslöste. Bei ihm sind schon beide Tendenzen nachweisbar, die bis in die Gegenwart diese Disziplin ausmachen, der rein wissenschaftliche Vergleich (comparative education) sowie die politische Förderung einer internationalen Verständigung (Internationalismus).

### Deutsch-österreichischer Raum
Nach einem ersten, 1933 durch den Nationalsozialismus abgebrochenen Versuch durch Friedrich Schneider in Bonn gab es im deutsch-österreichischen Raum die Vergleichende Pädagogik erst seit den 1960er Jahren als breit akzeptierte, eigenständige Teildisziplin. Der erste deutsche Lehrstuhl für Vergleichende Pädagogik wurde aber noch 1948 an der Universität Hamburg geschaffen, den von 1950 bis zu seiner Emeritierung 1959 Walther Merck innehatte, der aus der praktischen Schul- und Verwaltungstätigkeit kam und über vielfältige internationale Kontakte sowie Kenntnisse der pädagogischen Entwicklungen im Ausland verfügte. Zwischen 1953 und 1957 war Merck gleichzeitig Direktor des UNESCO Institute for Education. Früh nahmen das Thema auch erneut Schneider 1946 mit einem Institut für Vergleichende Erziehungswissenschaft an der Universität Salzburg und ab 1953 in München auf sowie der Romanist Hans Espe in den 1950er Jahren in West-Berlin. 1950–1952 baute Erich Hylla die Hochschule für Internationale Pädagogische Forschung auf, aus der das Deutsche Institut für Internationale Pädagogische Forschung in Frankfurt am Main wurde. Ein weiterer Pionier war Franz Hilker, der in Wiesbaden eine Pädagogische Arbeitsstelle schuf, welche die Kultusministerkonferenz später als eigene Dienststelle nach Bonn holte.
Vor dem Hintergrund der weltweiten Systemkonkurrenz und den Diskussionen um eine grundlegende Bildungsreform in der BR Deutschland standen der „Systemvergleich“ und die Erfahrungen im Vordergrund, die man mit anders aufgebauten Schulsystemen und Bildungsreformen – vor allem in den USA, in Schweden und England – gemacht hatte. Oskar Anweiler betrieb in Bochum eine Vergleichende Bildungsforschung besonders zu den beiden deutschen Staaten. Das Georg-Eckert-Institut für internationale Schulbuchforschung in Braunschweig, das gegenwärtig von Eckhardt Fuchs geleitet wird, war seit den 1950er Jahren mit UNESCO-Projekten verbunden und erwarb sich vor allem für den Geschichtsunterricht große Verdienste. Das Max-Planck-Institut für Bildungsforschung in Berlin hatte nach 1963 ebenso einen vergleichenden Ansatz, so bei Saul B. Robinsohn in der Curriculumforschung.
Vom Schweden Torsten Husén gingen in den 1960er Jahren Pionierarbeiten für große Ländervergleiche der Schülerleistungen in den Fächern aus, die von der UNESCO fortgeführt wurden und in Hamburg vom Briten Neville Postlethwaite. Die ersten großen internationalen Bildungsstudien TIMS, DESY, PISA u. a. m. haben die Vergleichende Erziehungswissenschaft mit Namen wie Jürgen Baumert, Manfred Prenzel, Eckhard Klieme, Andreas Schleicher („Mr. PISA“) und Wilfried Bos in den Fokus der Öffentlichkeit gebracht. Mit den Erfolgen der asiatischen Länder in diesen Vergleichsstudien ist ein Interesse an ihren pädagogischen Systemen und Lernkulturen gewachsen (Volker Schubert für Japan; Christina Acuna für China, Südkorea; Vergleich bei Anne Sliwka, 2017). Gleichzeitig haben Kritiker in Deutschland oder Heinz-Dieter Meyer (USA) die zugrundeliegenden Menschen- und Gesellschaftsbilder kritisiert. Sie werfen den Projekten eine bloße Markterschließung der sog. Testindustrie vor. Die ökonomisch ausgerichtete OECD trägt die PISA-Studien, um die Wettbewerbsfähigkeit von Bildungssystemen zu ermitteln.

### Dritte Welt und Eine Welt
Unabhängig davon etablierte sich daneben, angeregt von Ivan Illich und Paolo Freire zunächst für Südamerika, ein Arbeitsbereich „Pädagogik in Bezug auf die Dritte Welt“, der heute mit der Interkulturellen Pädagogik eng verwandt ist. Einen Lehrstuhl zum Schwerpunkt Afrika hatte in Bochum bis 2013 Christel Adick inne. So wurde die Eignung eurozentrischer Bildungskonzepte für die Dritte Welt radikal bezweifelt. Ein neues Bildungskonzept nennt sich Globales Lernen, das sich mit der Bildung für Nachhaltige Entwicklung (BNE) verknüpft. Ein neuer Zweig ist wiederum die Ethnopädagogik, die sich aus dem Interesse der Ethnologie herleitet. Hier stand Margaret Mead Pate mit ihren Studien (1970) über Kindheit und Jugend bei Pazifikvölkern.
Von immer größerer Bedeutung für die Vergleichende Pädagogik werden die Themen der international education und internationale Akteure in der Bildung jenseits der UNESCO, die Transnational Education (TNE) sowie weltweite internationale Bildungsallianzen, die Globale Bildungskampagne (GCE: Global Campaign for Education, Präsident Refaat Sabbah, Palästina) und die Globale Bildungspartnerschaft (GPE: Global Partnership for Education, Präsident Jakaya Kikwete, Tansania). So haben sich globale wissenschaftliche Fachgesellschaften gebildet: die Comparative Education Society (1956 in den USA), inzwischen Comparative and International Education Society (CIES, ab 1969).

## Einzelbelege
1. ↑  Er begründete 1931 die bis heute existente Internationale Zeitschrift für Erziehungswissenschaft, inzwischen International Review of Education.
2. ↑  Vgl. Viktor von Blumenthal u. a.: Entwicklungslinien der Vergleichenden Erziehungswissenschaft in der BRD bis zum Ende der 1980er Jahre, in: Bodo Willmann (Hg.): Bildungsreform und Vergleichende Erziehungswissenschaft, Waxmann 1995.
3. ↑  Heinz Stübig: Die Wiederbegründung der Vergleichenden Erziehungswissenschaft in Westdeutschland nach dem Zweiten Weltkrieg - Friedrich Schneider und Franz Hilker. In: Bildung und Erziehung. 1997, S. 467–480, abgerufen am 15. Juni 2020.
4. ↑  Saul B. Robinsohn u. a.: Schulreform im gesellschaftlichen Prozess. Ein interkultureller Vergleich,  2 Bde., Klett, Stuttgart 1970 und 1975.
5. ↑  Christina Acuna: Bildung und Berufsbildung in der Volksrepublik China: Strukturen, Probleme und Perspektiven. Diplomica, 2011, ISBN 978-3-8428-5841-1.
6. ↑  Gi-Wook Shin, Yeon-Cheon Oh, Rennie J. Moon: Internationalizing Higher Education in Korea, Challenges and Opportunities in Comparative Perspective. Shorenstein Asia-Pacific Research Center, 2016, ISBN 978-1-931368-42-1.
7. ↑  Thomas Jahnke, Wolfram Meyerhöfer (Hrsg.): Pisa & Co. Kritik eines Programms. 2. Auflage. Franzbecker, Hildesheim, ISBN 978-3-88120-464-4.
8. ↑  Heinz-Dieter Meyer: PISA, Power, and Policy. Symposium, Oxford 2013.
9. ↑  Frank-Olaf Radtke: Die Erziehungswissenschaft der OECD. In: Erziehungswissenschaft. Nr. 27, 2003, S. 109–136.
10. ↑  Ernest Jouhy u. a.: Abhängigkeit und Aufbruch: Was soll Pädagogik in der Dritten Welt? Lang, 1978, ISBN 978-3-261-02635-4.
11. ↑  Bernd Overwien; Rathenow, Hanns-Fred (Hrsg.): Globalisierung fordert politische Bildung. Politisches Lernen im globalen Kontext. Unter Mitarbeit von Ghassan El-Bathich, Nils Gramann, Katja Kalex. Opladen 2009.
12. ↑  Klaus E. Müller, Alfred K. Treml: Ethnopädagogik. Sozialisation und Erziehung in traditionellen Gesellschaften. Eine Einführung. 1996, ISBN 978-3-496-02590-0.
13. ↑  Transnational education (TNE). Abgerufen am 16. Juni 2020 (britisches Englisch).
14. ↑  Global Campaign for Education | GCE. Abgerufen am 16. Juni 2020 (amerikanisches Englisch).
15. ↑  Global Partnership for Education. Abgerufen am 16. Juni 2020 (englisch).
16. ↑  Christel Adick: Globalisierung – Globale Bildungsallianzen als Akteure in der internationalen Bildungspolitik. In: Jürgen Oelkers u. a. (Hrsg.): Das Ende der politischen Ordnungsvorstellungen des 20. Jahrhunderts. 2020, ISBN 978-3-658-29191-4.